# Pallavolo ai Giochi del Mediterraneo
La pallavolo ai Giochi del Mediterraneo è stata ammessa ai Giochi del Mediterraneo a partire dal 1959, durante la III edizione dei Giochi; in principio è stato giocato soltanto il torneo maschile, mentre quello femminile si è disputato a partire dal 1975, durante la VII edizione.